# Copa Generalitat de Galotxa
La Copa Generalitat de Galotxa és una competició organitzada per la Federació de Pilota Valenciana en què participen els millors equips aficionats de les diverses modalitats de la pilota valenciana.
Es començà a disputar l'any 2006 amb l'ànim de congriar els millors equips de les províncies d'Alacant i Castelló amb els dos millors equips de galotxa (que es juga principalment a la província de València). Així, aquell any el format fou de 2 semifinals a anada i tornada amb una final a partida única. L'èxit de la Copa Generalitat, però, portà que, el 2008, ja hi jugaren els equips aficionats campions de cada modalitat amb competició organitzada per la FPV: escala i corda, frontó, galotxa, llargues, palma, perxa, i raspall.

## Historial
| Any  | Campió                                                                        | Subcampió                                                      | Resultat | Ciutat    |
| ---- | ----------------------------------------------------------------------------- | -------------------------------------------------------------- | -------- | --------- |
| 2015 | Ovocity Marquesat d'Alfarb Ángel, Gerardo, Sopetes II i Benja                 | CPV Quart de Poblet Pepet, Adrian III i Xavi                   | 70-45    | Borbotó   |
| 2014 | CPV Quart de Poblet Pepet, Víctor, Adrian III i Xavi                          | Electrofassar Massalfassar Javi Moro, Ximo, Luis, Paco i Jorge | 70-55    | Meliana   |
| 2013 | Ovocity Marquesat d'Alfarb Sopetes II, Sarasol II, Gerardo II, Bequen i Ángel | Vilamarxant Boni, Zarzo, Miguel i León                         | 70-65    | Meliana   |
| 2012 | Ovocity Marquesat d'Alfarb Sergio, Gerardo II, Emilio i Bequen                | Ferros Vilamarxant Boni, Roberto, Miguel, Lleó i José Luis     | 70-40    | Alfarb    |
| 2011 | El Manar Massalfassar Javi Moro, Víctor, Ramonet i Ximo                       | Caja Campo Godelleta Marcos, Juan, Ferdy i Cano                | 70-35    | Vinalesa  |
| 2010 | Caja Campo Godelleta Marcos, Ferdy, José i Juan Carlos                        | CPV Quart de Poblet Pepet, José, Adriàn III i Nemesi           | 70-20    | Godelleta |
| 2009 | Caja Campo Godelleta Marcos, Ferdy, Zanon i Juan Carlos                       | Aj. Beniparrell Roberto, Ponce, Fran i Toni                    | 70-50    | Meliana   |
| 2008 | Murla                                                                         | Vila-real                                                      | 70-20    | Meliana   |
| 2007 | Caja Campo Godelleta                                                          | Aj. Beniparrell                                                |          | Calp      |
| 2006 | CP Meliana                                                                    | El Campello (Llargues)                                         |          | Godelleta |